# Mezinárodní letiště Manila
Ninoy Aquino International Airport (filipínsky Paliparang Pandaigdig ng Ninoy Aquino) nebo NAIA, dříve známé jako Mezinárodní letiště Manila (IATA: MNL, ICAO: RPLL) a také jako Nichols Field (Nichols), US Army APO 75, Nichols Air Base a Vilamor Philippine Military Air Base, je letiště, které obsluhuje město Manila a jeho metropolitní oblast. Nachází se podél hranice mezi městy Pasay a Parañaque asi 7 km (4,3 míle) jižně od Manily a jihozápadně od Makati. NAIA je hlavní mezinárodní bránou pro cestující na Filipíny a slouží jako hub pro společnosti Philippines AirAsia, Cebgo, Cebu Pacific, PAL Express a Philippine Airlines.
Oficiálně je NAIA jediným letištěm obsluhujícím oblast Manily. V praxi ji však obsluhuje i mezinárodní letiště Clark, které se nachází v zóně Clark Freeport ve městě Pampanga, přičemž na letiště Clark létají převážně nízkonákladoví dopravci kvůli nižším poplatkům za přistání ve srovnání s poplatky účtovanými na letišti NAIA. V nedávné minulosti se objevily požadvky, aby letiště Clark nahradilo NAIA jako hlavní letiště na Filipínách. Letiště je pojmenováno po senátorovi Benignu "Ninoy" Aquinovi, který byl na letišti v roce 1983 zavražděn. V roce 2018 prošlo všemi terminály rekordních 45 082 544 cestujících, což představuje nárůst o 6,79% oproti předchozímu roku. V budoucnu by mělo být nahrazeno novým letištěm New Manila International Airport v Bulacanu, které oblouží Manilu i centrální Luzon.